# Leptotarsus (Longurio) nocivus
Leptotarsus (Longurio) nocivus is een tweevleugelige uit de familie langpootmuggen (Tipulidae). De soort komt voor in het Neotropisch gebied.